# Nipponomyia sumatrana
Nipponomyia sumatrana is een tweevleugelige uit de familie Pediciidae. De soort komt voor in het Oriëntaals gebied.